# 界牌集镇
界牌集镇，是中华人民共和国安徽省滁州市定远县下辖的一个乡镇级行政单位。

## 行政区划
界牌集镇下辖以下地区：
界牌村、徐小村、大蒋村、龙集村、德胜村、永宁村、朗峰村和泗洲庙村。